# Rheumaptera interrupta
Rheumaptera interrupta là một loài bướm đêm trong họ Geometridae.